# Rings Around the World
Rings Around the World è il quinto album in studio del gruppo gallese Super Furry Animals, pubblicato nel 2001.

## Tracce
1. Alternate Route to Vulcan Street – 4:31
2. Sidewalk Serfer Girl – 4:01
3. (Drawing) Rings Around the World – 3:29
4. It's Not the End of the World? – 3:25
5. Receptacle for the Respectable – 4:32
6. [A] Touch Sensitive – 3:07
7. Shoot Doris Day – 3:38
8. Miniature – 0:40
9. No Sympathy – 6:57
10. Juxtapozed with U – 3:08
11. Presidential Suite – 5:24
12. Run! Christian, Run! – 7:20
13. Fragile Happiness – 2:35
14. Tradewinds – 5:13
15. Happiness Is a Worn Pun – 3:16